# Talapa caliginosalis
Talapa caliginosalis là một loài bướm đêm trong họ Noctuidae.